# Zajączkowo (Połczyn-Zdrój)
Zajączkowo (deutsch Alt Sanskow) ist ein Dorf in der polnischen Woiwodschaft Westpommern. Es gehört zur Stadt- und Landgemeinde Połczyn-Zdrój (Bad Polzin) und liegt im Powiat Świdwiński.

## Geographische Lage
Zajączkowo liegt sechs Kilometer südwestlich von Połczyn-Zdrój und war bis 1991 Bahnstation an der Eisenbahnlinie Połczyn-Zdrój–Złocieniec (Falkenburg). Nicht weit entfernt liegt das als „Luisenbad“ bekannte Międzyborze.

## Geschichte
Die Ländereien in Alt Sanskow wurden bis 1855 durch ein Rittergut bewirtschaftet. Danach wurde die landwirtschaftliche Nutzfläche auf 62 bäuerliche Betriebe verteilt. Im Jahr 1867 wurden 117 verstreut liegende Gebäude gezählt, darunter 54 Wohnhäuser. Im Jahre 1939 betrug die Einwohnerzahl 275 bei 69 Haushaltungen.
Alt Sanskow umfasste einst auch Teile des aufgeteilten Gutsbezirks Althütten (Dobino). Damit verschob sich die östliche Gemeindegrenze.
Bis 1945 lag Alt Sanskow im Landkreis Belgard (Persante) und gehörte zum Amtsbezirk Bramstädt. Letzter Amtsvorsteher in deutscher Zeit war Georg Klix. Alt Sanskow besaß ein eigenes Standesamt, das zuletzt von Friedrich Bock und Georg Witte geleitet wurde. Amtsgerichtsbereich war Bad Polzin, die polizeiliche Aufsicht übte der Oberlandjäger aus Bramstädt aus.
Anfang März 1945 wurde das Dorf von der Roten Armee eingenommen. Mit der Vertreibung der deutschen Bevölkerung begann die Einwanderung polnischer Umsiedler. Heute gehört Zajączkowo zur Stadt- und Landgemeinde Połczyn-Zdrój im Powiat Świdwiński (Schivelbein).

## Schule
Alt Sanskow war selbständiger Schulort und verfügte bereits 1867 über ein eigenes Schulgebäude. Letzter Schulleiter vor 1945 war Friedrich Bock.

## Kirche
Alt Sanskow gehörte zur Marienkirchengemeinde Bad Polzin und damit zum Kirchenkreis Belgard (Białogard) der Kirchenprovinz Pommern in der Evangelischen Kirche der Altpreußischen Union.
Heute gehört Zająkowo zur Kirchengemeinde Koszalin (Köslin) in der Diözese Pommern-Großpolen der Evangelisch-Augsburgischen Kirche in Polen.